# Drzewiecki Nr 1
Drzewiecki Nr 1 – prototyp okrętu półzanurzalnego, zbudowany w 1877 roku przez Stefana Drzewieckiego w Odessie podczas wojny rosyjsko-tureckiej. Mimo że testy jednostki wypadły pomyślnie, wobec zakończenia wojny rosyjska marynarka wojenna odmówiła finansowania dalszych prób. Dwukadłubowy okręt uzbrojony był w dwie miny dynamitowe przyłączane od spodu do dna celu za pomocą przyssawki. Górna część jednostki mieściła pomieszczenie operatora okrętu, w dolnej zaś znajdował się balast.